# Retábulo de Pésaro (Bellini)
O Retábulo de Pésaro (em italiano: Pala di Pesaro) é uma pintura a óleo sobre painel do artista italiano Giovanni Bellini, datada de algum tempo entre 1471 e 1483. É considerada uma das primeiras obras maduras de Bellini, embora haja dúvidas sobre sua datação e sobre quem a encomendou. A técnica do trabalho não é apenas um uso precoce de óleos, mas também de smalt, um subproduto da indústria vidreira. Ele já havia sido usado nos Países Baixos em O Túmulo, de Dirck Bouts, de 1455, mas isso marcou o primeiro uso do smalt na arte italiana, vinte anos antes de Leonardo da Vinci usá-lo nos apartamentos de Ludovico Sforza em Milão, em 1492. Bellini também usa o lápis-lazúli e a azurita mais tradicionais para outros azuis na obra.